# NGC 2744A
NGC 2744A (другие обозначения — VV 612, PGC 200248) — галактика в созвездии Рак.
Этот объект не входит в число перечисленных в оригинальной редакции «Нового общего каталога» и был добавлен позднее.